# Macht und Gewalt
Macht und Gewalt ist eine Studie der politischen Theoretikerin Hannah Arendt, erstmals veröffentlicht unter dem Titel On Violence 1970 gleichzeitig in den USA und Großbritannien. Sie hatte im Sommer 1968 begonnen diesen Essay auszuarbeiten. Auch die deutsche Fassung erschien 1970. Es handelt sich um eine Auseinandersetzung mit damals aktuellen Texten und Praktiken der Studentenbewegung (bis einschließlich 1969), vor allem in Frankreich, der Bundesrepublik Deutschland und in den USA hinsichtlich der Gewaltfrage. Darüber hinaus legt Arendt eine politische Theorie der Begriffe Macht und Gewalt vor. Sie  untersucht ihren historischen Bedeutungswandel und ihre gegenseitige Beziehung. Arendt definiert diese, vielfach synonym verwandten Termini unterschiedlich. Überdies beleuchtet sie kritisch die zeitgenössische politische Weltlage.

## Inhalt

### Beschreibung und Abgrenzung von Gewalt und Macht
Die Autorin konstatiert, dass die Rolle der Gewalt in Geschichte und Politik durch die weltweite Rebellion an den Universitäten und die Diskussionen über gewaltsamen und friedlichen Widerstand in den Mittelpunkt der öffentlichen Aufmerksamkeit geraten ist. Als tiefere Ursache dafür bezeichnet sie die immense technische Entwicklung der Gewaltmittel nach dem Zweiten Weltkrieg, deren Potential zur Vernichtung der Welt führen kann. Daher gebe es in möglichen kriegerischen Auseinandersetzungen mit diesen nuklearen oder biologischen Waffen und beim Rüstungswettlauf keine Sieger.
Der heutige (1969) durch Europa bestimmte Staatsbegriff setzt laut Arendt politische Freiheit mit nationaler Unabhängigkeit und Souveränität gleich. Theoretisch könnten die USA sich davon abheben, da ihre Verfassung basierend auf der Amerikanischen Revolution einen solchen Nationalstaatsgedanken nicht enthält. Doch die Vereinigten Staaten haben Arendt zufolge inzwischen den europäischen Nationalstaatsgedanken übernommen und handeln damit nicht mehr im Sinne der Amerikanischen Revolution. Den von ihr wahrgenommenen Unterschied zwischen der Französischen und der Amerikanischen Revolution beschreibt die Publizistin in ihrer Arbeit Über die Revolution aus dem Jahr 1963. Demnach gewährte der Bund der amerikanischen Revolutionäre den freien Bürgern mehr politische Mitwirkungsmöglichkeiten, als der soziale Umsturz der französischen Revolution für die Bürger bereithielt.
Arendt stellt in Macht und Gewalt die These auf, dass – durch die „Wissenschaftsgläubigkeit“ der Regierungen – die Politik das Denken über Krieg und Frieden durch maschinengesteuerte Prognosen von Computern auf der Grundlage angenommener Konstellationen ersetzt und sich damit von der Wirklichkeit entfernt hat. Wissenschaft wird demnach durch Pseudowissenschaft ersetzt. Damit wird die gefährliche Illusion erzeugt, Ereignisse könnten verstanden und kontrolliert werden. Hingegen laufen Ereignisse nicht automatisch ab, sondern unterbrechen gerade automatische Prozesse bzw. zur Gewohnheit gewordene Verfahrensweisen. Sie wendet sich hier wiederum ihrem alten Thema der Unvorhersehbarkeit der zukünftigen Geschichte zu, wenn sie schreibt:

„Zukunftsprognosen […] sagen voraus, was aller Wahrscheinlichkeit nach eintreten wird, wenn Menschen nicht handelnd eingreifen und wenn nichts Unerwartetes geschieht.“
Sich von futurologischen Prognosen abgrenzend, argumentiert sie mit Proudhon, die Fruchtbarkeit des Unerwarteten übersteige bei weitem die Weisheit des Staatsmannes. Sie polemisiert gegen Engels und Trotzki, die Unvorhersehbares unterschätzt hätten, und bezeichnet Schlüsse aus der Gegenwart auf die Zukunft als „Projektionen“, mit denen Historiker zu „Propheten“ werden. Hiermit tritt eine hypnotische Wirkung ein, der gesunde Menschenverstand schwindet, und die Menschen können sich nicht mehr verstehen und in der Wirklichkeit handelnd orientieren.
Den Unterschied zwischen Gewalt und Macht sieht sie darin, dass erstere Werkzeuge zur Erreichung ihrer politischen Ziele erfordert. Die Mittel hält sie dabei auf Grund der rasanten technischen Entwicklung für erheblich bedeutsamer als die jeweiligen Zwecke. Ein Atomkrieg kann beispielsweise zum „Selbstmordmittel“ für die ganze Welt werden, der Einsatz biologischer Waffen zum Kampfmittel Einzelner oder kleiner Gruppen. Gewalthandlungen haben immer etwas Zufälliges, Willkürliches an sich. Auf dem Hintergrund der Erfahrungen mit totaler Herrschaft postuliert die Autorin, dass der Hang zur Unterwerfung, der Trieb zum Gehorsam und der Schrei nach dem starken Mann in der menschlichen Psychologie eine mindestens ebenso große Rolle spielt wie der Wille zur Macht. Unter Macht versteht sie indes im Sinne der griechischen Tradition eine „Organisation der Gleichen im Rahmen des Gesetzes“. Sie fährt fort:

„Was den Institutionen und Gesetzen eines Landes Macht verleiht, ist die Unterstützung des Volkes, die wiederum nur die Fortsetzung jenes ursprünglichen Konsenses ist, welcher Institutionen und Gesetze ins Leben gerufen hat.“
Erzwungener Gehorsam verleihe keine Macht. Die Macht entspringt, unterstreicht Arendt, der menschlichen Fähigkeit, sich handelnd mit anderen zusammenzuschließen. Über Macht verfügt niemals ein Einzelner. Ausschließlich Gruppen können Macht haben.
Aus Arendts Sicht treten Macht und Gewalt in unterschiedlicher Konstellation gewöhnlich zusammen auf. Nur in extremen Fällen hat die Gewalt die absolute Übermacht. Selbst die totale Herrschaft benötigt eine Machtbasis. So wurde die Herrschaft über die Sklaven durch die solidarische überlegene Organisation der Sklavenhalter abgesichert. Die verbreitete Vorstellung, Revolutionen seien Folge eines bewaffneten Aufstands, bezeichnet die Publizistin als „Märchen“. Als Beispiel dafür, dass Revolutionen nicht „gemacht“ werden können, nennt sie den Ungarischen Volksaufstand 1956, wo nicht die Gewalt, sondern die geistige Überlegenheit der Aufständischen gesiegt habe, als Polizei und Armee nicht mehr bereit waren, ihre Waffen zu gebrauchen. Sie schlussfolgert: 

„Wo Gewalt der Gewalt gegenübersteht, hat sich noch immer die Staatsgewalt als Sieger erwiesen. Aber diese an sich absolute Überlegenheit währt nur solange, als die Machtstruktur des Staates intakt ist, das heißt solange Befehle befolgt werden und Polizei und Armee bereit sind, von ihren Waffen Gebrauch zu machen.“
Wie schon in anderen Werken spricht sie sich wiederum für die politische Beteiligung der Bürger am Staat aus. Denn: „Macht gehört in der Tat zum Wesen aller staatlichen Gemeinwesen, […] Gewalt jedoch nicht.“ Gewalt sei instrumental und diene immer einem Zweck. Macht (wie auch Friede) bezeichnet sie hingegen als etwas „Absolutes“, als „Selbstzweck“. Die Machtstrukturen gehen danach Zielen voraus und überdauern sie. Wenn der Staat – wie Arendt ihn definiert – organisierte und institutionalisierte Macht ist, hat die Frage nach seinem „Endzweck“ keinen Sinn. Macht bedarf nach Arendt der Legitimität, Gewalt indessen kann nie legitim sein.  Gewalt kann zwar Macht „vernichten“, jedoch keine Macht „erzeugen“.
Wiederum widmet sich Arendt der Frage nach der Schuld, diesmal am Beispiel der zeitgenössischen Unterdrückung der Schwarzen in den USA. Während die weißen Liberalen die berechtigten Beschwerden der „Negerbevölkerung“ mit der Aussage „Alle sind schuldig“, beantwortet hatten, benutzte die Black-Power-Bewegung dieses Bekenntnis dazu, eine „schwarze Wut“ auf den „weißen Mann“ überhaupt zu entfachen. „Wo alle schuldig sind, ist es keiner; gegen die Entdeckung der wirklich Schuldigen oder Verantwortlichen, die Mißstände abstellen könnten, gibt es keinen besseren Schutz als kollektive Schuldbekenntnisse“, hebt Arendt hervor.
Aus ihrer Sicht ist Gewalt nur „rational“, wenn kurzfristige Ziele damit verfolgt werden. Langfristige Ziele sind demnach für Menschen, die politisch handeln, nicht vorhersehbar, da es keine notwendige geschichtliche Entwicklung in irgendeine Richtung gibt. Arendt betont, dass Gewalt „Mißstände dramatisieren und die öffentliche Aufmerksamkeit auf sie lenken“ kann. Daher fordert sie einen Zusatz zur Verfassung, der symbolische Gewalt, wie Sit-ins (Sitzblockaden), straffrei stellen sollte (Ziviler Ungehorsam).
Laut Arendt gab es bisher nur wenige Autoren, die Gewalt um ihrer selbst willen verherrlicht haben. Sie nennt Georges Sorel, Wilfredo Pareto und Frantz Fanon. Diese „hegten einen tieferen Haß auf die Gesellschaft und vollzogen einen erheblich radikaleren Bruch mit ihrem Sittenkodex als die konventionelle Linke, deren Hauptmotive das Mitleiden waren.“

### Studentenrebellion und Gewalt
Die weltweite Studentenrebellion begrüßt Arendt als ursprünglich moralisch motivierte Bewegung, die vor allem in den USA zur friedlichen Reform der Universitäten beigetragen habe, jedoch immer problematisch wurde, wenn sie Gewalt anwandte oder sich  langfristigen politischen Zielen zuwandte. Die Autorin setzt sich mit veröffentlichten Texten, insbesondere der deutschen und der US-amerikanischen Bewegung auseinander und bewertet die Praxis der amerikanischen Studenten- und Bürgerrechtsbewegung sowie der Black Panther-Organisation.
An den Sohn ihres Freundes Erich Cohn-Bendit im Pariser Exil, den  Studentenführer Daniel Cohn-Bendit, schrieb sie 1968, sein Vater wäre stolz auf ihn gewesen, hätte er das Engagement seines Sohnes im Pariser Mai verfolgen können. Trotz ihrer positiven Grundhaltung zur Studentenbewegung übte sie derart heftige Kritik, dass viele ihre allgemeine Position übersahen. In einem Interview mit Adelbert Reif über Macht und Gewalt, welches in der deutschen Ausgabe des Buches abgedruckt ist, stellte sie diese positive Grundbewertung, aber auch Abgrenzung, nochmals klar.
In Macht und Gewalt hebt Arendt hervor: Die Neue Linke habe zunächst mit großem Erfolg gewaltfrei für die „Bürgerrechte der Neger“ gekämpft und gegen den Krieg in Vietnam Widerstand geleistet. Doch schon bald (1969), kritisiert sie, gab es eine „Eskalation der Gewalt“. Sie kennzeichnet die neue Generation von Rebellen als „mutig“ mit „Lust am Handeln“. Diese agiere angesichts der Bedrohung des Lebens auf der Erde durch den technischen Fortschritt bewusster als die ältere. „[…] diejenigen, die sich am heftigsten und kompromisslosesten über sie [die Rebellen] entrüsten, (sind) zumeist auch der Meinung, daß wir in der besten aller möglichen Welten leben.“ Sie weigern sich demzufolge, die Wirklichkeit zur Kenntnis zu nehmen.
Die Studentenbewegung handle lokal und daher vielfältig, obwohl sie ein weltweites Phänomen sei. Theoretische Gewaltkonzepte, die die Rhetorik der Neuen Linken bestimmen, beziehe sie z. B. von Frantz Fanon und Jean-Paul Sartre. Es bestehe dabei die Gefahr, die Gewalt zum „Allheilmittel“ zu erklären. Gedanken, Emotionen und Vorstellungen über Gewalt und Helden lebten auf, die sich zunächst in „Großsprecherei“ äußerten. Diese Ideen glaubte Marx bereits begraben zu haben, argumentiert die politische Theoretikerin. Die Verwirklichung von Rachegedanken und blinder Wut lasse Menschheitsträume zu Alpträumen werden.

„Wie selten waren Sklavenaufstände in der Geschichte, wo hören wir schon von Revolten der Erniedrigten und Beleidigten. Und wo es schon einmal zu einer Verwirklichung solcher Träume kam, da war es die Entfesselung der ‚blinden Wut‘, die den Traum für alle zum Alptraum werden ließ.“
Auch im Falle des Sieges ändere sich weder „die Welt“ noch „das System“, sondern nur „das Personal“.
Die Impulse für Gewalttätigkeiten an den Universitäten und auf den Straßen der westlichen Industriestaaten sieht sie in den Zielen der Rebellen, „dem Feind die Maske vom Gesicht zu reißen“, „seine Machenschaften und Manipulationen zu entlarven, die es ihm erlauben ohne Gewaltmittel zu herrschen“, d. h. auch auf die Gefahr der eigenen Vernichtung hin, Aktionen zu provozieren, damit die Wahrheit ans Licht kommt.
Selbstverteidigung indessen versteht sie nicht als irrationale Gewalt. Die gewalttätige Antwort auf staatliche Heuchelei lehnt sie insofern ab, als damit die „Jagd auf Verdächtige“ seitens des Staates hervorgerufen werde. Als Beispiel führt sie ein Pamphlet deutscher Studenten an, das Der Spiegel Anfang 1969 zitiert hatte und äußerte sich dazu folgendermaßen: 

„Um zu glauben: ‚Erst dann, wenn der Staat die Gewalt offen praktiziert, können wir diese Scheiß-Gesellschaft mit angemessenen Mitteln bekämpfen und vernichten‘, muß man offenbar den Verstand verloren haben.“
Diese vulgarisierte Variante der kommunistischen Politik der 1930er Jahre zeige den „politischen Schwachsinn“ von „Gläubigen“. Die Autorin stellt fest, dass die deutschen Studenten mehr zum Theoretisieren neigen als ihre Kommilitonen in Ländern mit anderer politischer Tradition. Daher sei die Isolierung der Bewegung in Deutschland besonders ausgeprägt. Die deutschen Studenten wirken, so Arendt weiter, als „Mahner und Erinnerer“ für die Alten, was die Abneigung noch größer mache.
Besonders kritisiert Arendt, dass die deutschen Studentenrebellen sich nicht ernsthaft für die Anerkennung der Oder-Neiße-Linie einsetzen, eine Frage, die die politische Denkerin für den Dreh- und Angelpunkt der deutschen Außenpolitik hält und auch für den „Prüfstein des deutschen Nationalismus“.
Die Autorin beschäftigt sich mit der Anwendung kollektiver militärischer wie revolutionärer Gewalt, wodurch – hier zitiert sie Fanon – „individualistische Werte als erste verschwinden“. An deren Stelle tritt die so genannte Kameradschaft, die intensiver empfunden wird als alle Formen von Freundschaft oder Solidarität.
Laut Arendt existiert ein „Zauber des kollektiv gewalttätigen Handelns“. Diese Faszination der „Brüderlichkeit“ ist in allen solchen Situationen zu finden,  auch auf dem Schlachtfeld. Der eigene Tod ist von der Unsterblichkeit der Gruppe, „zu der wir gehören“, begleitet. Es scheint, als ob die unsterbliche Lebenskraft da aktuell ist, wo die Gewalttätigkeit herrscht. Diese elementaren Erfahrungen haben jedoch, vermerkt Arendt, noch nie zu „dauerhaften politischen Institutionen“ geführt.  Sie verleiten vielmehr zu „falschen Hoffnungen“, dass nämlich aus ihnen „eine neue Gemeinschaft“ und ein „neuer Mensch“ entstehen könnten. Als Beispiel führt sie Rudi Dutschke an, der den „utopischen  Unsinn“ von der „Herausbildung des neuen Menschen“ vertrete. Die sei jedoch eine Illusion, „weil keine menschliche Verbundenheit vergänglicher ist, als die Brüderlichkeit“, welche „sehr schnell verschwindet, wenn das Leben wieder normal geworden ist“.
Theorien der Gewalt sind besonders aus den Lebensphilosophien Nietzsches und Bergsons bekannt.  Auf dem Hintergrund der Apologien der Gewalt Georges Sorel und Wilfredo Pareto sieht sie die Gewaltlehren des 20. Jahrhunderts.
Für die „wahre Elite“ der modernen Welt hält sie gegenwärtig (1969) die „Gemeinschaft der Wissenschaftler und Intellektuellen“ (Daniel Bell) wegen der enormen Produktionssteigerung der letzten Jahrzehnte, die ausschließlich den Wissenschaftlern zuzuschreiben sei.  Diese Elite ist nicht an Klassen gebunden, es fehlen ihr Erfahrungen mit der Machterzeugung und Machtausübung. Sie fühlt sich, so Arendt, kulturellen und damit auch revolutionären Traditionen verpflichtet, ist aber verstreut und sich über ihre neue Rolle in der Gesellschaft nicht unbedingt bewusst. Zu dieser Schicht werden, fährt Arendt fort, auch die „rebellischsten“ der Studenten gehören, die jetzt noch um Anerkennung derjenigen werben, die ihnen feindlich gesinnt sind, „weil jede Störung des glatten Funktionierens der Konsumgesellschaft sie am empfindlichsten treffen würde.“ An anderer Stelle betont sie, dass die große Mehrheit der jungen Rebellen nur zu gern ihre Entfremdungspolitik aufgeben würde und bei der ersten ernsten Gelegenheit alles zu tun bereit sei, nicht um an dem Umsturz des Systems mitzuhelfen, sondern um es wieder in Gang zu bringen.
Auf der ganzen Welt gibt es, schreibt Arendt, eine Gemeinsamkeit aller Studentenunruhen: den Kampf gegen die Bürokraten. Auf den ersten Blick unterscheiden sich die östlichen Bewegungen für Rede- und Gedankenfreiheit von den westlichen, die über diese Errungenschaften bereits verfügen und sie sogar für eine Art von „Betrug“ halten, unterstreicht Arendt. Die Rebellen des Ostens fordern jedoch die Vorbedingungen für politisches Handeln, wohingegen die des Westens sich gegen das Überhandnehmen „gigantischer“, „anonymer“ „Verwaltungsapparate“, „das Aufkommen riesiger Parteibürokratien“ und die mangelnde Möglichkeit zu politischem Handeln wenden.

### Politische Mitwirkung der Bürger als Alternative
Arendt bezieht sich auf Pavel Kohout, der im Frühjahr 1968 auf dem Höhepunkt des tschechoslowakischen Experiments den freien Bürger als Bürger-Mitregenten forderte, d. h. eine Mitbestimmungsdemokratie (participatory democracy), die in den letzten Jahren im Westen überall den modernen Repräsentativ-Systemen entgegengestellt worden sei. Sie stamme aus bester revolutionärer Tradition: „dem Rätesystem, dieser immer wieder vernichteten, einzig authentisch aus der Revolution geborenen Staatsform;“ Dazu bedürfe es nicht der Gewalt. Deren Verherrlichung sei vielmehr Folge des neuzeitlichen „Praxisentzugs“. Ob die „Krawalle“ in den amerikanischen Ghettos und die „Unruhen“ in den Universitäten der Beginn von etwas Neuem sind, hält Arendt für ungewiss.
In den USA sieht sie die Gefahr, dass Senat und Repräsentantenhaus als legislative Institutionen, die auf Gewaltenteilung beruhen, von der Exekutive, d. h. vom Präsidenten, immer mehr entmachtet werden. Jeder Machtverlust öffne der Gewalt Tor und Tür, „weil Machthaber, die fühlen, daß die Macht ihren Händen entgleitet, der Versuchung, sie durch Gewalt zu ersetzen, nur sehr selten in der Geschichte haben widerstehen können.“
Gegenüber Reif (1970) spricht Arendt über eine mögliche, aber sehr unwahrscheinliche neue Staatsform, den föderalistischen Rätestaat, mit einem Parlament zur Meinungsbildung durch Vielfalt ohne Parteienvertreter. Sie weist aber auch darauf hin, dass alle historischen Versuche, ein Rätesystem einzuführen, gescheitert sind.

## Zeitumstände und Rezeption
Die Arendt-Biografin Elisabeth Young-Bruehl (1982) erläutert die Umstände, unter denen das Werk entstand. Ihr zufolge waren Arendt und ihr Ehemann Heinrich Blücher zunächst von der überwiegend gewaltlosen Studentenrebellion in Frankreich begeistert. Auch in den USA sprach sich die Denkerin auf der Basis ihrer Analyse des Unterschieds zwischen Macht und Gewalt für möglichst friedliche Formen grundsätzlichen Protestes aus. Sie wandte sich gegen die Rechtfertigung revolutionärer Gewalt durch Marx, Sorel oder Sartre. Die staatliche Gewalt gegen Bürgerprotest kann, so Arendt auf einer Veranstaltung Ende 1967, das Ende der Republik bedeuten. Aber die gleiche Gefahr besteht, wenn die Rebellierenden vor ‚bewaffneter Revolte‘ nicht zurückschrecken. Wenig später billigte sie der Gewalt partiell die Rolle zu, eine Situation zu dramatisieren. Nach Gewalterfahrungen, z. B. bei Demonstrationen oder der Besetzung von Universitäten, nahm sie wiederum ihre ursprüngliche Position ein. Arendt beteiligte sich niemals an Massenaktionen, vielmehr kommentierte sie aus der Perspektive einer Beobachterin, die die Demokratie stärken wollte.
Jürgen Habermas (1981) beschreibt Hannah Arendts Begriff der Macht in Abgrenzung zu den unterschiedlich zweckorientierten teleologischen Aussagen darüber bei Max Weber und Talcott Parsons. Arendt entwickele dagegen ein kommunikatives Handlungsmodell, in dem die Ergebnisse des Austausches gleicher Bürger zwecks Verständigung über einen gemeinsamen Willen zum Selbstzweck werden. Institutionen werden aufgrund solcher Macht errichtet und geschützt. Arendts zentrale These laute: „Keine politische Führung kann ungestraft Macht durch Gewalt ersetzen; und Macht kann sie einzig aus einer nicht deformierten Öffentlichkeit gewinnen.“ Habermas beurteilt Arendt und Karl Jaspers als zwar elitär, aber gleichzeitig radikaldemokratisch. Kritisch merkt er an, Arendts Einengung des Politischen auf durch Kommunikation erzeugte Macht, lässt sie alle strategischen Elemente von Macht als Gewalt in der Politik negativ kennzeichnen. Zudem vernachlässige sie Ökonomie, wie auch Gesellschaft und könne Erscheinungen struktureller Gewalt nicht fassen. Nach Arendts Modell, so Habermas 1992, bringt kommunikativ entstandene Macht legitimes Recht hervor – ein System der Rechte, das laut Habermas auf Sanktions-, Organisations- und Exekutivfunktionen angewiesen ist. Ihr Modell erklärt zwar die Herkunft politischer Macht, nicht aber den „Prozess der Machtausübung“ und den „Kampf um Positionen“.
Im Arendt-Handbuch (2011) bezeichnet Winfried Thaa den Essay, als Quintessenz Arendtschen Denkens, zur Einführung in ihr Werk gut geeignet.

## Ausgabe
- Hannah Arendt: Macht und Gewalt. (Originalausgabe: On Violence. New York 1970). Piper, TB; München, Zürich; 1. Auflage 1970, 10. Aufl. 1995, ISBN 978-3-492-20001-1. Anhang: Adelbert Reif: Interview mit Hannah Arendt zu Macht und Gewalt, 1970

## Sekundärliteratur
- Jürgen Habermas: Hannah Arendt. In: Philosophisch-politische Profile (1981), Suhrkamp TB, Frankfurt a. M. 1987, ISBN 3-518-28259-X, S. 223–248, darin vor allem: Hannah Arendts Begriff der Macht (1976)
- Jürgen Habermas: Hannah Arendts Begriff der Macht. In: Politik, Kunst, Religion. Essays über zeitgenössische Philosophen. Reclam, Stuttgart 1978, ISBN 3-150-09902-1 (zuerst: Merkur. Zeitschrift für europäisches Denken, Nr. 341, 30. Jg., Oktober, Ernst Klett, Stuttgart 1976, Schwerpunkt: In Memoriam Hannah Arendt. ISBN 3129737014, S. 946–960)
- Winfried Thaa: Macht und Gewalt/On Violence. In: Wolfgang Heuer, Bernd Heiter, Stefanie Rosenmüller (Hrsg.): Arendt-Handbuch. Leben, Werk, Wirkung. J.B. Metzler, Stuttgart Weimar 2011, ISBN 978-3-476-02255-4, S. 114–117
- Elisabeth Young-Bruehl: Hannah Arendt. Leben, Werk und Zeit. Fischer, Frankfurt a. M. 2004, ISBN 3-596-16010-3. S. 562–576. (Amerikan. Originalausgabe For Love of the World. 1982)